# Mănăilești
Mănăilești – wieś w Rumunii, w okręgu Vâlcea, w gminie Frâncești. W 2011 roku liczyła 836 mieszkańców.